# Carol Dweck
Carol S. Dweck (17 de octubre de 1946) es profesora de la cátedra Lewis and Virginia Eaton de Psicología social en la Universidad Stanford. Dweck es conocida por sus trabajos en el llamado mindset psicológico. 

## Biografía
Graduada por el Barnard College en 1967, obtuvo un Ph.D. en Universidad Yale en 1972.  Enseñó en las universidades de Columbia, Harvard e Illinois, antes de unirse a la Universidad Stanford en 2004.

## "Mindset"
Dweck tiene intereses primarios de la investigación en la motivación, la personalidad, y el desarrollo. Dicta cursos sobre Personalidad y Desarrollo Social, así como Motivación. Su contribución clave a la psicología social se relaciona con las teorías implícitas de la inteligencia, por su libro de 2006 Mindset: The New Psychology of Success. Según Dweck, los individuos pueden ser colocados en un continuo de acuerdo con sus puntos de vista implícitos de donde viene la habilidad. Algunos creen que su éxito se basa en la capacidad innata; Se dice que estos tienen una teoría "fija" de la inteligencia (mentalidad fija). Otros, que creen que su éxito se basa en el trabajo duro, el aprendizaje, la formación y la tenacidad, se dice que tienen un "crecimiento" o una teoría "incremental" de la inteligencia (mentalidad de crecimiento). Los individuos pueden no necesariamente ser conscientes de su propia mentalidad, pero su mentalidad todavía se puede discernir sobre la base de su comportamiento. Es especialmente evidente en su reacción al fracaso. Las personas de mentalidad fija temen el fracaso porque es una afirmación negativa sobre sus habilidades básicas, mientras que las personas con mentalidad de crecimiento no se preocupan ni temen el fracaso tanto porque se dan cuenta de que su desempeño puede mejorarse y el aprendizaje proviene del fracaso. Estas dos mentalidades juegan un papel importante en todos los aspectos de la vida de una persona. Dweck argumenta que la mentalidad de crecimiento permitirá a una persona vivir una vida menos estresante y más exitosa. La definición de Dweck de mentalidades fijas y de crecimiento de una entrevista de 2012:

En una actitud fija los estudiantes creen que sus capacidades básicas, sus inteligencias y sus talentos solo son rasgos fijos. Ellos tienen una cierta cantidad y eso es todo, y entonces su objetivo se convierte en parecer siempre listos y nunca parecer tontos. En una actitud de crecimiento los estudiantes entienden que sus talentos y habilidades pueden ser desarrollados a través de esfuerzo, buena enseñanza y persistencia. Ellos no necesariamente piensan que todo el mundo es igual o que cualquiera puede ser Einstein, pero sí creen que todo el mundo puede ser más listo si trabaja en ello.
In a fixed mindset students believe their basic abilities, their intelligence, their talents, are just fixed traits. They have a certain amount and that's that, and then their goal becomes to look smart all the time and never look dumb. In a growth mindset students understand that their talents and abilities can be developed through effort, good teaching and persistence. They don't necessarily think everyone's the same or anyone can be Einstein, but they believe everyone can get smarter if they work at it.

 Esto es importante porque (1) los individuos con una teoría del "crecimiento" tienen más probabilidades de seguir trabajando duro a pesar de los reveses y (2) las teorías individuales de la inteligencia pueden verse afectadas por señales ambientales sutiles. Por ejemplo, los niños que reciben elogios como "buen trabajo, eres muy inteligente" son mucho más propensos a desarrollar una mentalidad fija, mientras que si se le dan cumplidos como "buen trabajo, trabajaste muy duro" es probable que desarrollen una mentalidad de crecimiento. En otras palabras, es posible alentar a los estudiantes, por ejemplo, a persistir a pesar del fracaso, alentándolos a pensar sobre el aprendizaje en cierta manera.

## Publicaciones
- Heckhausen, J., & Dweck, C. S. (Eds.). (1998). Motivation and self-regulation across the life span. Cambridge: Cambridge University Press.
- Dweck, C. S. (1999). Self-theories: Their role in motivation, personality and development. Philadelphia: Psychology Press.
- Elliot, A. J., & Dweck, C. S. (Eds.). (2005). Handbook of competence and motivation. New York: Guilford.
- Dweck, C. S. (2006). Mindset: The new psychology of success. New York: Random House.
- Dweck, C. S. (2012). Mindset: How you can fulfill your potential. Constable & Robinson Limited.